# Online-Fotoservice
Online-Fotoservice (auch unter zahlreichen anderen Bezeichnungen, wie Online-Bilderdienst, Online-Fotolabor usw. bekannt) ist ein Dienstleistungsangebot, durch das eine Ausbelichtung von digitalen Bilddaten auf Fotopapier oder andere Medien erfolgt. Betreiber ist entweder ein Dienstleistungsunternehmen oder ein Fotolabor. Der Begriff Online bezieht sich dabei auf die Möglichkeit, die digitalen Daten online zu übermitteln.
Bei der Digitalfotografie ist es nicht mehr erforderlich, einen Film zur Entwicklung und Ausbelichtung der Abzüge ins Labor zu transportieren.
Selbst bei der Analogfotografie erfolgt in den Großlabors für den Massenmarkt häufig keine direkte Belichtung des Fotopapieres mit Hilfe eines Negatives. Stattdessen wird das Negativ oder Dia mit Hilfe eines Scanners digitalisiert und auf einem digitalen Ausbelichter ausgegeben.
Der Versand der Bilddateien zum Anbieter erfolgt entweder
- per Upload auf einen Server des Anbieters (z. B. per ftp), dieser wird bei einigen Anbietern über eine Software des Anbieters durchgeführt
- per Mail
- auf dem Postweg, besonders bei sehr großen Datenmengen per Datenträger (CD/DVD, USB-Stick, Speicherkarte, Festplatte)

In Deutschland gibt es ca. 200 Online-Fotoservice-Anbieter im Internet. Die meisten Online-Fotoservice-Anbieter bieten neben Fotoabzügen auch eine Vielzahl an anderen Produkten an, die der Kunde online selbst gestalten kann. Hierzu zählen zum Beispiel Fotokalender, Poster, Tassen, Fotobücher, Puzzles oder T-Shirts. Viele große Fotolabore betreiben jedoch selbst oder über Subunternehmer mehrere Websites parallel. Dieses Vorgehen war schon zu Zeiten der Analogfotografie üblich, als ein Labor oft mehrere Discounter, Fachgeschäfte und Berufsfotografen bediente.
Damit wird bezweckt
- alle Zielgruppen anzusprechen, z. B. preisbewusste Kunden und professionelle Kundschaft wie Porträt- und Profifotografen, Ansprache von Jugendlichen und Profis durch eine unterschiedliche Aufmachung der Website
- die Vergleichbarkeit der Angebote für den Kunden zu erschweren (Angebote unterscheiden sich teils erheblich im Preis, obwohl sie auf dem gleichen Papier auf den gleichen Anlagen produziert werden)

## Funktion
Der Zugang erfolgt über die Website des Anbieters. Oft ist der Download und die Installation einer Fotobestellsoftware erforderlich. Für die Bestellung müssen auch die für andere Onlineshops üblichen Angaben gemacht werden, auch die Zahlung erfolgt in gleicher Weise.
Mit der Bestellsoftware kann der Kunde seinen Auftrag zusammenstellen und dabei die auch bei der Analog-Entwicklung üblichen Auswahlen, wie Format und Papieroberfläche treffen.
Viele Anwendungen bieten auch Zusatzfunktionen, wie Optimierung der Auflösung, Vorschau- und Bearbeitungsfunktionen an.
Die Bestellung wird dann übers Internet auf den Server des Bilderdienstes übermittelt. Da Bilddaten auch sehr groß sein können, lohnt sich eine Bestellung größerer Formate und Bilderzahlen per Upload nur bei einer DSL-Internetverbindung. Ein Digitalfoto kann leicht mehrere Megabyte groß sein, wenn große Formate gewünscht werden und dann bei größeren Stückzahlen auch die geringen Uploadgeschwindigkeiten von ADSL überfordern.
In diesem Fall kann auf Automaten in Elektronikmärkten, Fotogeschäften u. ä. zurückgegriffen werden, bei denen die Daten direkt vom Datenträger über eine Verbindung des Anbieters hochgeladen wird.
Das Fotolabor belichtet nun die Dateien auf Fotopapier aus und schickt diese per Post zum Kunden.